# Monterrey, Chiapas
Monterrey är en ort i Mexiko.   Den ligger i kommunen La Concordia och delstaten Chiapas, i den sydöstra delen av landet, 800 km sydost om huvudstaden Mexico City. Monterrey ligger 1 600 meter över havet och antalet invånare är 503.
Terrängen runt Monterrey är bergig åt sydväst, men åt nordost är den kuperad. Terrängen runt Monterrey sluttar norrut. Runt Monterrey är det ganska glesbefolkat, med 27 invånare per kvadratkilometer. Närmaste större samhälle är Nueva Palestina, 18,2 km nordost om Monterrey. I omgivningarna runt Monterrey växer i huvudsak städsegrön lövskog.